# 利乌克
利乌克（法語：Liouc，法語發音：[ljuk]）是法国加尔省的一个市镇，属于勒维冈区。

## 地理
利乌克（43°53'39"N, 3°59'56"E）面积9.64 平方千米，位于法国奧克西塔尼大區加尔省，该省份为法国南部沿海省份，南端濒地中海，北起顺时针与阿尔代什省、沃克吕兹省、罗讷河口省、埃罗省、阿韦龙省和洛泽尔省接壤。
与利乌克接壤的市镇（或旧市镇、城区）包括：布鲁泽莱基萨克、科尔科讷、奥尔图-塞里尼亚克-基扬、基萨克、索沃。

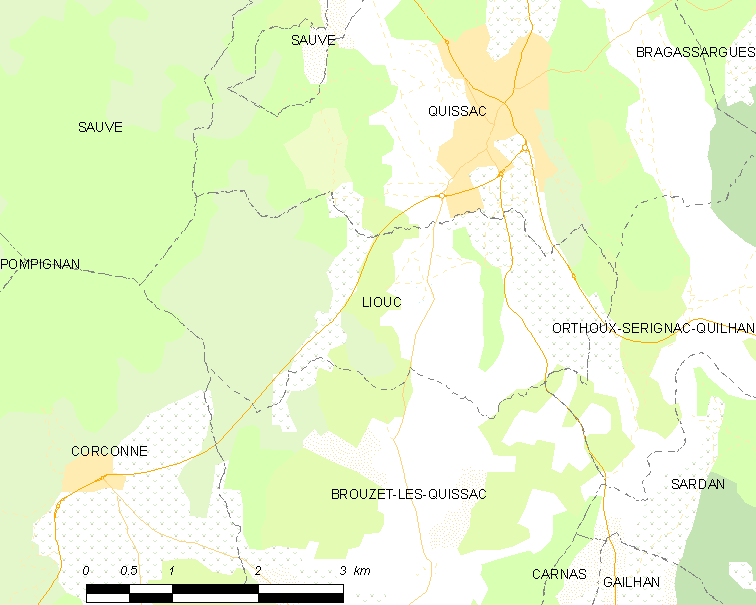
利乌克的OSM定位图

利乌克的时区为UTC+01:00、UTC+02:00（夏令时）。

## 行政
利乌克的邮政编码为30260，INSEE市镇编码为30148。

## 政治
利乌克所属的省级选区为基萨克县。

## 人口

1962-2008年间利乌克人口变化图示

利乌克于2022年1月1日时的人口数量为330人。